# Astacolus
Astacolus es un género de foraminífero bentónico de la subfamilia Marginulininae, de la familia Vaginulinidae, de la superfamilia Nodosarioidea, del suborden Lagenina y del orden Lagenida. Su especie tipo es Astacolus sagittaria. Su rango cronoestratigráfico abarca desde el Pliensbachiense (Jurásico inferior) hasta la Actualidad.

## Discusión
Algunas clasificaciones incluyen Astacolus en la Familia Marginulinidae.

## Clasificación
Se han descrito numerosas especies de Astacolus. Entre las especies más interesantes o más conocidas destacan:
- Astacolus compressus
- Astacolus crepidulus
- Astacolus dorbignyi
- Astacolus haasti
- Astacolus insolitus
- Astacolus judyae
- Astacolus neolatus
- Astacolus sagittaria
- Astacolus vellai

Un listado completo de las especies descritas en el género Astacolus puede verse en el siguiente anexo.
En Astacolus se ha considerado el siguiente subgénero:
- Astacolus (Periples), de estatus incierto, también considerado como género Periples